# Ġbejna

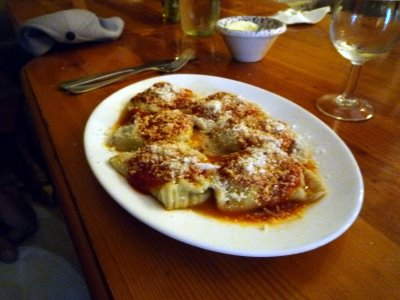
Raviolis polvilhados com Ġbejna

Ġbejna é um queijinho tradicional da culinária de Malta.
É um queijo pequeno redondo feito a partir de leite de ovelha, sal e coalho.  A maior parte do leite ovino produzido em Malta é usado para a produção desses queijo.

## Variedades
Existem diversas variedades deste queijo, incluindo:
- Ġbejniet friski - fresco, com uma longevidade curta
- Ġbejniet moxxi - curado e salgado
- Ġbejniet tal-bżar - curado e salgado, temperado com pimenta e vinagre.[2]

São ainda usadas algumas denominações mais específicas, que podem referir-se também ao tipo de leite utilizado na produção do queijo (ovelha, cabra ou vaca) ou ao local de produção (Gozo, Malta).
Para além das variantes do próprio queijo, existem numerosas receitas para o produzir. Antigamente, eram produzidos com leite de ovelha. Porém, como a produção de leite de ovelha não era suficiente, com o decorrer do tempo, passou a ser preferido o leite de cabra. Na década de 1930, medidas sanitárias introduzidas com o intuito de erradicar algumas doenças implicaram a diminuição da população de cabras, o que conduziu a uma preferência pelo leite de vaca, que se mantém até hoje.

## Consumo
Pode ser consumido individualmente, como recheio de sanduíches, como parte de saladas ou em sopas.